# Tinetto
Tinetto es una isla italiana situada en el mar de Liguria, en la parte más occidental del golfo de La Spezia. Forma parte de un archipiélago de tres islas que queda al sur del continente en Portovenere. 
En 1997, el archipiélago, junto con Portovenere y las Cinque Terre, fue elegido por la Unesco como Patrimonio de la Humanidad. La Isola del Tinetto está identificada con el código 826-004.

## Descripción
La isla de Tinetto es la isla de dimensiones más reducidas entre las tres islas del Golfo de La Spezia. Es la isla que queda más al Sur respecto a las otras dos, Palmaria y Tino, a muy escasa distancia de esta última isla. Realmente, la isla de Tinetto es poco más que un islote cubierto de vegetación. No obstante, conserva la presencia de una comunidad religiosa en su exiguo territorio. 

## Historia
En la parte más occidental de la isla se encuentran los restos de un pequeño oratorio que se remonta seguramente al siglo VI mientras que al este se encuentran los restos de un edificio más complejo, compuesto de una iglesia a dos naves con celdas preparadas para los monjes, construida en varias fases durante el siglo XI y definitivamente destruida por los sarracenos. Algunos metros al sur del islote, en la cumbre de un peñasco semi-sumergido, hay una estatua de Stella Mari, de alrededor de dos metros de altura.

## Vida salvaje
Una subespecie del lagartija, Podarcis muralis tinettoi, es endémica de la isla.
Desde hace varios años, la isla alberga una colonia de gaviotas que se vuelven muy agresivas durante el período de cría, haciendo imposible el acceso a la isla.

## Acceso
A diferencia de la isla de Tino, la de Tinetto es accesible a los ciudadanos que pueden amarrar sus barcos en la isla y hacer allí parada.